# FnacBook
Le FnacBook est une liseuse fabriquée par Mobiwire et commercialisée par la chaîne de magasins spécialisée dans la distribution de produits culturels la Fnac. Le FnacBook utilise la technologie des écrans équipés du papier électronique. Cette technologie rend possible une lecture similaire à celle d'un support papier.

## Historique
Le Fnacbook fut lancé en novembre 2010.
En mai 2011, 14 000 unités ont été vendues, ce qui est considéré comme un échec, d’autant plus que le concepteur (Mobiwire) est mis en redressement judiciaire.
Il est remplacé fin 2011 par le Kobo by Fnac issue du partenariat entre la Fnac et Kobo (Rakuten). Un geste commercial est proposé aux détenteurs de la Fnacbook afin qu'ils changent pour la Kobo by Fnac: une remise de 100 € pour l'échange et l'achat de l'appareil, durant les fêtes de noël 2011.

## Spécifications
- Dimensions : 123 × 153 × 11 mm
- Poids : 240 grammes batterie incluse
- Écran : écran 6 pouces de diagonale (122 × 91 mm), touché capacitif, sans rétro-éclairage
- Son : Prise casque 2,5 mm (jack standard)
- WiFi : 802.11b/g
- Connexions : GPRS, Edge, HSDPA (3G+), uniquement en France métropolitaine
- Batterie : Li-Polymer de 1 530 mAh, non amovible
- Connexion : Câble USB (2.0) ; compatible Mac, Windows, Linux
- Système d'exploitation : Linux 2.6.21
- Mémoire DDR : 128 Mo
- Mémoire NAND Flash : 2 GB
- Slot : pour microSD ou microSDHC jusqu'à 16 GB

## Formats des fichiers lus
- pour les livres : EPUB, TxT, Adobe PDF,
- pour la musique : MP3
- pour les images : JPG, PNG, bmp
- autre : HTML

## Contenu de la boite
- un FnacBook
- un câble USB (2.0)
- un chargeur USB à brancher sur une prise électrique
- un guide de démarrage rapide

## Fichiers pré-installés
- Charles Baudelaire, Les fleurs du mal
- Lewis Carroll, Alice aux pays des merveilles
- Jules César, La guerre des Gaules
- Contes des mille et une nuits
- Alighieri Dante, La divine comédie. L'enfer
- Daniel Defoe, Robinson Crusoé
- Fedor Dostoïevski, Le joueur
- Alexandre Dumas, La reine Margot
- Homère, L'Iliade
- Sigmund Freud, Introduction à la psychanalyse
- Franz Kafka, La métamorphose
- Jean de La fontaine, Les fables
- Alphonse de Lamartine, Méditations poétiques
- Jack London, Croc blanc
- Howard Phillips Lovecraft, Les montagnes hallucinées
- Hector Malot, Sans famille
- Guy de Maupassant, Bel ami
- Gustav Meyrink, Le golem
- Octave Mirbeau, Le journal femme de chambre
- Friedrich Nietzsche, Ainsi parlait Zarathoustra
- Louis Pergaud, La guerre de boutons
- Edgar Poe, Nouvelles histoires extraordinaires
- Jean-Jacques Rousseau, Les confessions
- Marquis de Sade, Justine
- George Sand, La petite Fadette
- Walter Scott, Ivanhoé
- La comtesse de Ségur, Les petites filles modèles
- William Shakespeare, Roméo et Juliette
- Stendhal, Le rouge et le noir
- Émile Zola, Une page d'amour
- Conan Doyle, Le chien de Baskerville
- Joseph Conrad, Lord Jim
- Charles Dickens, Oliver Twist
- Fedor Dostoievski, Les frères Karamazov
- Alexandre Dumas, Les trois mousquetaires
- Gusave Flaubert, Madame Bovary
- Alain Fournier, Le grand Meaulnes
- Victor Hugo, Notre-Dame de Paris
- Alfred Jarry, Ubu Roi
- Franz Kafka, Le procès
- Conte de Lautréamont, Les chants de Maldoror
- Gaston Leroux, Le mystère de la chambre jaune
- Howard Phillips Lovecraft, L’affaire Charles Dexter Ward
- Nicolas Machiavel, Le Prince
- Herman Melville, Moby Dick
- Raymond Radiguet, Le diable au corps
- William Shakespeare, Othello
- Sun Tzu, L’art de la guerre
- Oscar Wilde, Le portrait de Dorian Gray
- Emile Zola, Au bonheur des dames
- Mark Twain, Le rapt de l'éléphant